# Abdullah Gymnastiar
Abdullah Gymnastiar (* 1962 in Bandoeng, Java, Indonesien), besser bekannt als Aa Gym (Aa bedeutet älterer Bruder) ist einer der bekanntesten Prediger eines modernen indonesischen Islam. Indonesien ist der bevölkerungsreichste islamische Staat der Erde.
Geboren als ältester von vier Söhnen eines Offiziers studierte er zunächst Elektrotechnik. Als erfolgreicher Geschäftsmann leitet er eine Vielzahl von Unternehmen wie Fernsehstudios und Verlage. Bekanntheit erlangte er seit dem Jahr 2000 durch seine Predigten im indonesischen Fernsehen.
Seine Themen sind Selbstbeherrschung, Gewissen, Toleranz, Kindererziehung und Management. Als ein Vertreter der nationalen Versöhnung in Zeiten der extremistischen Jemaah Islamiyah hat er auch in christlichen Kirchen gesprochen.
Zu seinen Hobbys gehört der Kunstflug und das Fallschirmspringen.
In die Kritik geriet er, als er ein zweites Mal heiratete und sein Recht auf die Vielehe nach dem Koran verteidigte. Er ist der Vater von sieben Kindern.